# Злотников, Семён Исаакович
Семён Исаакович Злотников (род. 18 сентября 1945, Самарканд) — драматург, режиссёр, киносценарист, прозаик.

## Биография
Окончил Ташкентский университет, отделение русской филологии. Работал спортивным журналистом, писал стихи и прозу, с 1969 года печатался в ташкентских газетах и литературном журнале «Звезда Востока». С 1972 по 1984 гг. жил и работал в Ленинграде, с 1984 г. в Москве. 
Впервые пьесы Семена Злотникова были поставлены в 1977 году в ленинградском театре Комедии («Мужья Антонины» и «Все будет хорошо», постановка Петра Фоменко), а начиная с 1978 года широко ставятся в Москве (театр на Таганке, «Современник», «Эрмитаж», драматический театр им. А. С. Пушкина, Школа современной пьесы, Новый драматический театр, Около дома Станиславского, театр «Шалом»), Санкт-Петербурге, в десятках театров России, Украины, Казахстана, Белоруссии, Литвы, Латвии, Эстонии. 

Пьесы Семёна Злотникова переведены на 15 языков, поставлены в Польше, Германии, Франции, Финляндии, Норвегии, Дании, Швейцарии, Японии, Израиле, Болгарии, Австрии, США, Австралии.

## Пьесы
- «Мужья Антонины» — 1976 г.
- «Все будет хорошо» — 1977 г.
- «Сцены у фонтана» — 1978 г.
- «Пришёл мужчина к женщине» — 1978 г.
- «Бег на месте с любовью» (триптих из одноактных пьес: «Два пуделя», «Бегун и Йогиня», «Интеллигенты») — 1980 г.
- «Команда» — 1980 г.
- «На четвертые сутки после исчезновения» — 1981 г.
- «Терех, или Карате» — 1982 г.(поставлена в 2011 г. в молодёжной студии «Эльдорадо» при Каменск-Уральском театре драмы Симановой Ириной)
- «Уходил старик от старухи» — 1984 г.
- «Дурацкая жизнь» — 1986 г.
- «К вам сумасшедший» — 1988 г.
- «Мутанты» — 1991 г.
- «Вальс одиноких» — 1993 г.
- «Прекрасное лекарство от тоски» — 1999 г.
- «Иван и Сара» — 2001 г.
- «Инцест» — 2004 г.
- «Жизнь полосатая» — 2004 г.
- «Разговоры с Богом» (сборник монопьес; впервые поставлены в 2012 г. Академический театр драмы, Одесса; режиссер Семен Злотников).
- «Аукцион. Лот 666», фарс. 2017 г.
- «Искус», драма. 2018 г.
- «Последний полет», трагифарс. 2020 г.
- «Два пуделя», комедия в одном действии

## Проза
- «Последний апокриф», роман. Издательство ЭКСМО, 2013 г.
- «Божьи дела», роман. Издательство ЭКСМО, 2014 г.
- «Кир, история одной мести», роман. Издательство ЭКСМО, 2016 г.

## Киносценарии
- 1981 — Куда исчез Фоменко?
- 1992 — Пришёл мужчина к женщине
- 1993 — Мутанты
- 1994 — Абзац
- 1996 — Всё будет хорошо, как вы хотели